# Angelonia grandiflora
Angelonia grandiflora là một loài thực vật có hoa trong họ Mã đề. Loài này được C.Morren mô tả khoa học đầu tiên năm 1847.